# 短鿕属
短鿕属（学名：Brachydanio）是鲤科下的一个属。

## 下属物种
本属包括以下物种：
- 玫瑰短鿕 Brachydanio rosea [2]